# Jacek Chyła (piłkarz)
Jacek Chyła (ur. 1 stycznia 1968 w Szczecinie) – polski piłkarz grający na pozycji bramkarza, także sędzia, trener i działacz piłkarski.

## Kariera
Urodził się 1 stycznia 1968. Karierę rozpoczynał w Hutniku Szczecin, którego jest wychowankiem Potem grał w barwach Chemika Police, Stali Stocznia Szczecin i ponownie w Chemiku. Będąc zawodnikiem tej drużyny w I grupie III ligi ustanowił rekord Polski w czasie gry bramkarza bez straty gola, liczący 1260 minut (14 spotkań po 90 minut), a trwający od ostatniego meczu sezonu 1985/1986 do końca rundy jesiennej edycji 1986/1987. Po tym przeszedł do Widzewa Łódź, którego był zawodnikiem w czterech sezonach i rozegrał sześć spotkań w I lidze. Zagrał m.in. w sezonie 1987/1988 w wyjazdowych meczach ze Śląskiem Wrocław oraz z Jagiellonią Białystok, będącym debiutanckim spotkaniem tego klubu w I lidze. Był także reprezentantem Polski w kadrach młodzieżowych i juniorskich.
W 1990 był zawodnikiem Ostrovii Ostrów Wielkopolski, po czym odbywał zasadniczą służbę wojskową w Dębicy. Później był graczem Iny Goleniów i do połowy 1995 Energetyka Gryfino. Do tego czasu był również sędzią piłkarskim w okręgu szczecińskim oraz trenerem bramkarzy w Chemiku Police. W lipcu 1995 został zawodnikiem Stali Sanok, namówiony do gry przez trenera Marka Biegę, przebywającego w Szczecinie. Z tym zespołem rozegrał sezon VI grupy III ligi 1995/1996, a po sezonie odszedł ze Stali. Później ponownie był bramkarzem Chemika, a także Polonii Słubice i drużyn szczecińskich.
Po zakończeniu kariery zawodniczej został szkoleniowcem w klubie Świt Szczecin: jako trener bramkarzy, główny trener, ponownie trener bramkarzy i od końca 2009 znów jako pierwszy szkoleniowiec. W późniejszym czasie raz jeszcze został trenerem bramkarzy Świtu oraz pełniącym obowiązku kierownika tego klubu.